# Trzciniaki
Trzciniaki (Acrocephalidae) – rodzina ptaków z rzędu wróblowych (Passeriformes), wyodrębniona z rodziny pokrzewkowatych (Sylviidae).

## Występowanie
Rodzina obejmuje gatunki występujące w Europie, Afryce, Azji, Australii i Oceanii.

## Systematyka
Do rodziny należą następujące rodzaje:
- Graueria E. Hartert, 1908 – jedynym przedstawicielem jest Graueria vittata E. Hartert, 1908 – tektonik
- Nesillas Oberholser, 1899
- Calamonastides C.H.B. Grant & Mackworth-Praed, 1940 – jedynym przedstawicielem jest Calamonastides gracilirostris (Ogilvie-Grant, 1906) – papiruśnik
- Arundinax Blyth, 1845 – jedynym przedstawicielem jest Arundinax aedon (Pallas, 1776) – zaganiacz grubodzioby
- Iduna Keyserling & J.H. Blasius, 1840
- Hippolais Conrad, 1827
- Acrocephalus J.A. Naumann & J.F. Naumann, 1811